# مويسيس إزميرالدا
مويسيس إزميرالدا (بالإسبانية: Moisés Esmeralda)‏ هو منافس ألعاب قوى إسباني، ولد في 30 مايو 1976.